# Supersevens 2020
Navigation
In Extenso Supersevens 2021
Le Supersevens 2020, qui porte le nom de In Extenso Supersevens d'après son sponsor du moment, est la première édition de cette compétition de rugby à sept. Elle se déroule sur une unique étape organisée le 1er février 2020 à la Paris La Défense Arena. Elle oppose les quatorze clubs de Top 14, les Barbarians français et le Monaco rugby sevens. 

## Présentation
À compter de la saison 2019-2020, la Ligue nationale de rugby organise le Supersevens, première compétition sportive professionnelle de rugby à sept en France. Une première édition événementielle est organisée sur une unique étape se déroulant le 1er février 2020 à la Paris La Défense Arena.
Elle oppose 16 équipes :
- 14 équipes issues des clubs du Top 14,
- Une équipe de la principauté de Monaco,
- Une équipe invitée[1].

Les clubs doivent constituer des effectifs de 20 joueurs en présentant quinze joueurs issus de leurs rangs dont un minimum de trois professionnels. Ils ont aussi l'opportunité de recruter 4 jokers issus de France 7, de la Pro D2 et de la Fédérale 1 d’une même ligue régionale ou des contrats courts (joueurs sans clubs ou joueurs internationaux étrangers spécialistes du rugby à sept).
En septembre 2019, la LNR annonce que l'équipe invitée sera les Barbarians français pour les quatre éditions de 2020 à 2023. Ils sélectionneront des joueurs issus d'équipes de Pro D2, de Fédérale 1 et de fédérations étrangères.
Frédéric Michalak, ancien joueur international français de rugby à XV (77 sélections), est responsable du projet de création de l'équipe monégasque. L'équipe est créée sous forme d'une association et d'une équipe professionnelle avec un budget d'environ 5 millions d’euros. Pour cette première édition de Supersevens, l'équipe est une sélection de joueurs, comme les Barbarians français. Elle invite des joueurs monégasques accompagnés d'internationaux et de joueurs issus de Pro D2 et de Fédérale 1.
Le tirage au sort des rencontres en huitièmes de finale est effectué le 7 janvier 2020, à la Paris La Défense Arena, lieu de la compétition.

## Participants
| SU Agen Aviron bayonnais Union Bordeaux Bègles CA Brive Castres · olympique ASM Clermont Lyon OU Montpellier HR Section paloise Racing 92 Stade rochelais Stade français Paris RC Toulon Stade toulousain Monaco 7s |

### Présentation des participants
Différents joueurs sont annoncés comme participant au tournoi par la Ligue nationale de rugby avant que les clubs annoncent leur effectif complet au cours de la semaine qui précède la compétition.
| Club                  | Entraîneur(s)                        | Joueurs |
| --------------------- | ------------------------------------ | --- |
| SU Agen               | Rémy Vaquin Laurent Sousbie          | Rémi Brosset, Alban Conduché, Xavier Chauveau, Louis Gauban, Julien Jané, Jessy Jegerlehner, Tyren Kroos, Aurélien Labau, Benito Masilevu, Victor Moro, Aurélien Ricart, Valentin Saurs, Loris Tolot, Sam Vaka, Thomas Vincent                                                                            |
| Barbarians français   | Nicolas Le Roux                      | Thomas Baudy, Alexandre Benard, Charles Brayer, Titouan Cazdepats, Manoël Dall'igna, Matthew Ford, Victor Guillaumond, Nisié Huyard, Loïc Le Gal, Pierre Lucas, Guillaume Manevy, Nicolas Metge, Benjamin Prier, Jordan Sepho, Joachim Trouabal                                                           |
| Aviron bayonnais      | Jean-Baptiste Lartigot               | Iñaki Ayarza, Mattin Bidegain, Guillaume Bouche, Lado Chachanidze, Benjamin Collet, Paul Couet-Lannes, Alexandre de Nardi, Léo Estaque, Aitor Hourcade, Ioane Iashagashvili, Maile Mamao, Ismael Martin, Guillaume Martocq, Emmanuel Saubusse, Hugo Zabalza                                               |
| Union Bordeaux Bègles | Laurent Ferrères                     | Alexandre Borie, Clarence Bienes, Paul Castera, Jules Gimbert, Sacha Gué, Jean-Baptiste Lachaise, Lucas Meret, Maxime Oltmann, Djamel Ouchene, Nicolas Plazy, Leone Ravuetaki, Clément Renaud, Jone Tuva, Noé Valles, Adrien Vigne                                                                        |
| CA Brive              | Philippe Carbonneau Sébastien Bonnet | Noé Bedou, Axel Benjamin, Setareki Bituniyata, Eneriko Buliruarua, Baptiste Dubreuil, Maxence Darthou, Quentin Delord, Ugo Delorme, Théo Drelon, Aaron Grandidier, Gonzalo Lopez Bontempo, Retief Marais, Guillaume Namy, Pierre Tournebize, Renger Van Eerten,                                           |
| Castres olympique     | Cédric Jalabert Jean-Marc Aué        | Paul Alquier, Adrien Amans, Armand Batlle, Bastien Bourgier, Antoine Bouzerand, Julien Caminati, Clément Clavières, Andréa Dardenne, Zani Dembele, Marlonn Fabre, Jean-Baptiste Grenod, Filipo Nakosi, Jean-Baptiste Pic, Paul Recor, Pierre Tatre                                                        |
| ASM Clermont          | Xavier Sadourny                      | Charlie Cassang , Lucas Dessaigne, Goulwen Gueho, Melvyn Jaminet, Clément Lanen, Maxence Lemardelet, Gabin Michet, Apisai Naqalevu, Kévin Noah, Gaëtan Pichon, Baptiste Plana, Donovan Taofifénua, Mathieu Tixier, Killian Tixeront, Kévin Viallard                                                       |
| Lyon OU               | Clément Fromont                      | Toby Arnold, Thomas Baraillé, Matteo Broeders, Rémy Bouet, Jean-Marcellin Buttin, Lilian Camara, Tanginoa Halaifonua, Jules Margarit, Youri Mege, Alfred Parisien, Ylias Perut, Maxime Profit, Thibaut Trotta, Josua Tuisova, Matéo Venture                                                               |
| Monaco rugby sevens   | Paul Albaladejo                      | Darren Adonis (en), Kurt-Lee Arendse, Ronald Brown, Mervano Da Silva, Chritoffel Grobbelaar, Dewald Human (en), Qamani Kota, Benjamin Lapeyre, James Murphy (en), Ryan Oosthuizen, Jaco Pretorius, Daniel Sancery (en), Felipe Sancery (en), Rosco Syster, Shilton van Wyk                                |
| Montpellier HR        | Anthony Floch                        | Roméo Ballu, Lesley Botha, Youri Delhommel, Martin Devergie, Maxime Espeut, Théo Gregeois, Julian Hauw, Théo Layglon, Gigi Leshkasheli, Sergio Moreira, Timoci Nagusa, Inosi Nasiganiyavi, Calum Randle, Joris Simon, Kade Wolhuter                                                                       |
| Stade français Paris  | Boris Bouhraoua                      | Théo Bastardie, Mathieu Brignonen, Paul Champ, Ryan Chapuis, Ruan Combrinck, Clément Daguin, Clément Dehez, Darry Desplan, Faraj Fartass, Charlie Francoz, Jeffrey Heafala, Quentin James, Pierre Jutge, Adrien Lapègue, Arthur Proult, Karim Qadiri, Henry Spring, Sione Tui, Veresa Tuqovu Ramototabua  |
| Section paloise       | Geoffrey Lanne-Petit                 | Rayne Barka, Eoghan Barrett, Quentin Bourdieu, Mathias Colombet, Nicolas Corato, Thibault Debaes, Clément Fournier, Giovanni Habel Kuffner, Clovis Le Bail, Pierre Nueno, William Pees, Bastien Pourailly, Gabriel Souverbie, Bastien Tugayé, Clément Vercruysse                                          |
| Racing 92             | Anthony Cabaj                        | Arthur Bruges, Jean Chezeau, Antonie Claassen, Théo Costossèque, Tom Danovaro, Brice Dulin, Louis Dupichot, Johnny Dyer, Antoine Gibert, Juan Imhoff, Olivier Klemenczak, Dorian Laborde, Baptiste Lafond, Paul Leraitre, Theo Louvet, Anatole Pauvert, Loris Rossi, Max Spring, Yoan Tanga, Ben Volavola |
| Stade rochelais       | Sébastien Boboul                     | Martín Alonso, Marc Andreu, César Baudin, Pierre Boudehent, Martin Carré, Valentin Dominici, Mathis Garnier, Mathis Lafon, Thomas Lavault, Lancelot Luteau, Loïc Mioche, Tevita Railevu, Eliott Roudil, Raphaël Sanchez, Valentin Tirefort                                                                |
| RC Toulon             | Olivier Beaudon                      | William Beaudon, Adrien Dironde, Erwan Dridi, Thibault Dufau, Frederick Du Plessis, Thomas Guigon, Thomas Hoarau, Wael May, Simon Moretti, Stéphane Onambele, Julien Ory, Sanaila Radevokula, Rayan Rebbadj, Kalani Robert, Nathan Sabbia                                                                 |
| Stade toulousain      | Michel Marfaing                      | Paul Ausset, Arthur Bonneval, Victor Danielli, Dimitri Delibes, Nelson Epée, Pierre Fouyssac, Yohann Gbizie, Théo Idjellidaine, Matthis Lebel, Martin Page-Relo, Simon Renda, Nick Smith, Lucas Tauzin, Tristan Tedder, Arthur Vignolles                                                                  |

## Résultats

### Tableau principal
|  | Huitièmes de finale   | Huitièmes de finale   | Huitièmes de finale  | Huitièmes de finale  |                     |                     | Quarts de finale   | Quarts de finale   | Quarts de finale   | Quarts de finale   |                      |                      | Demi-finales      | Demi-finales      | Demi-finales      | Demi-finales      |  |  | Finale            | Finale            | Finale            | Finale            |
|  |                       |                       |                      |                      |                     |                     |                    |                    |                    |                    |                      |                      |                   |                   |                   |                   |  |  |                   |                   |                   |                   |
|  | Match 1 à 10 h 22     | Match 1 à 10 h 22     | Match 1 à 10 h 22    | Match 1 à 10 h 22    |                     |                     | Match 13 à 15 h 31 | Match 13 à 15 h 31 | Match 13 à 15 h 31 | Match 13 à 15 h 31 |                      |                      | Match 21 à 19 h 2 | Match 21 à 19 h 2 | Match 21 à 19 h 2 | Match 21 à 19 h 2 |  |  | Match 28 à 22 h 1 | Match 28 à 22 h 1 | Match 28 à 22 h 1 | Match 28 à 22 h 1 |
|  | Barbarians français   | Barbarians français   | 35                   | 35                   |                     |                     | Match 13 à 15 h 31 | Match 13 à 15 h 31 | Match 13 à 15 h 31 | Match 13 à 15 h 31 |                      |                      | Match 21 à 19 h 2 | Match 21 à 19 h 2 | Match 21 à 19 h 2 | Match 21 à 19 h 2 |  |  | Match 28 à 22 h 1 | Match 28 à 22 h 1 | Match 28 à 22 h 1 | Match 28 à 22 h 1 |
|  | Barbarians français   | Barbarians français   | 35                   | 35                   |                     |                     | Match 13 à 15 h 31 | Match 13 à 15 h 31 | Match 13 à 15 h 31 | Match 13 à 15 h 31 |                      |                      | Match 21 à 19 h 2 | Match 21 à 19 h 2 | Match 21 à 19 h 2 | Match 21 à 19 h 2 |  |  | Match 28 à 22 h 1 | Match 28 à 22 h 1 | Match 28 à 22 h 1 | Match 28 à 22 h 1 |
|  | ASM Clermont Auvergne | ASM Clermont Auvergne | 28                   | 28                   |                     |                     | Match 13 à 15 h 31 | Match 13 à 15 h 31 | Match 13 à 15 h 31 | Match 13 à 15 h 31 |                      |                      | Match 21 à 19 h 2 | Match 21 à 19 h 2 | Match 21 à 19 h 2 | Match 21 à 19 h 2 |  |  | Match 28 à 22 h 1 | Match 28 à 22 h 1 | Match 28 à 22 h 1 | Match 28 à 22 h 1 |
|  | ASM Clermont Auvergne | ASM Clermont Auvergne | 28                   | 28                   | Barbarians français | Barbarians français | 5                  | 5                  |                    |                    |                      |                      | Match 21 à 19 h 2 | Match 21 à 19 h 2 | Match 21 à 19 h 2 | Match 21 à 19 h 2 |  |  | Match 28 à 22 h 1 | Match 28 à 22 h 1 | Match 28 à 22 h 1 | Match 28 à 22 h 1 |
|  | Match 2 à 10 h 44     |                       |                      |                      | Barbarians français | Barbarians français | 5                  | 5                  |                    |                    |                      |                      | Match 21 à 19 h 2 | Match 21 à 19 h 2 | Match 21 à 19 h 2 | Match 21 à 19 h 2 |  |  | Match 28 à 22 h 1 | Match 28 à 22 h 1 | Match 28 à 22 h 1 | Match 28 à 22 h 1 |
|  |                       |                       | Racing 92            | Racing 92            | 19                  | 19                  |                    |                    |                    |                    |                      |                      | Match 21 à 19 h 2 | Match 21 à 19 h 2 | Match 21 à 19 h 2 | Match 21 à 19 h 2 |  |  | Match 28 à 22 h 1 | Match 28 à 22 h 1 | Match 28 à 22 h 1 | Match 28 à 22 h 1 |
|  | Lyon OU               | Lyon OU               | Racing 92            | Racing 92            | 19                  | 19                  | 0                  | 0                  |                    |                    |                      |                      | Match 21 à 19 h 2 | Match 21 à 19 h 2 | Match 21 à 19 h 2 | Match 21 à 19 h 2 |  |  | Match 28 à 22 h 1 | Match 28 à 22 h 1 | Match 28 à 22 h 1 | Match 28 à 22 h 1 |
|  | Lyon OU               | Lyon OU               | Match 14 à 15 h 53   |                      |                     |                     | 0                  | 0                  |                    |                    |                      |                      | Match 21 à 19 h 2 | Match 21 à 19 h 2 | Match 21 à 19 h 2 | Match 21 à 19 h 2 |  |  | Match 28 à 22 h 1 | Match 28 à 22 h 1 | Match 28 à 22 h 1 | Match 28 à 22 h 1 |
|  | Racing 92             | Racing 92             | 26                   | 26                   |                     |                     |                    |                    |                    |                    |                      |                      | Match 21 à 19 h 2 | Match 21 à 19 h 2 | Match 21 à 19 h 2 | Match 21 à 19 h 2 |  |  | Match 28 à 22 h 1 | Match 28 à 22 h 1 | Match 28 à 22 h 1 | Match 28 à 22 h 1 |
|  | Racing 92             | Racing 92             | 26                   | 26                   | Racing 92           | Racing 92           | 19                 | 19                 |                    |                    |                      |                      |                   |                   |                   |                   |  |  | Match 28 à 22 h 1 | Match 28 à 22 h 1 | Match 28 à 22 h 1 | Match 28 à 22 h 1 |
|  | Match 3 à 11 h 6      |                       |                      |                      | Racing 92           | Racing 92           | 19                 | 19                 |                    |                    |                      |                      |                   |                   |                   |                   |  |  | Match 28 à 22 h 1 | Match 28 à 22 h 1 | Match 28 à 22 h 1 | Match 28 à 22 h 1 |
|  |                       |                       | Stade français Paris | Stade français Paris | 14                  | 14                  |                    |                    |                    |                    |                      |                      |                   |                   |                   |                   |  |  | Match 28 à 22 h 1 | Match 28 à 22 h 1 | Match 28 à 22 h 1 | Match 28 à 22 h 1 |
|  | CA Brive              | CA Brive              | Stade français Paris | Stade français Paris | 14                  | 14                  | 12                 | 12                 |                    |                    |                      |                      |                   |                   |                   |                   |  |  | Match 28 à 22 h 1 | Match 28 à 22 h 1 | Match 28 à 22 h 1 | Match 28 à 22 h 1 |
|  | CA Brive              | CA Brive              | Match 22 à 19 h 24   |                      |                     |                     | 12                 | 12                 |                    |                    |                      |                      |                   |                   |                   |                   |  |  | Match 28 à 22 h 1 | Match 28 à 22 h 1 | Match 28 à 22 h 1 | Match 28 à 22 h 1 |
|  | Monaco rugby sevens   | Monaco rugby sevens   | 17                   | 17                   |                     |                     |                    |                    |                    |                    |                      |                      |                   |                   |                   |                   |  |  | Match 28 à 22 h 1 | Match 28 à 22 h 1 | Match 28 à 22 h 1 | Match 28 à 22 h 1 |
|  | Monaco rugby sevens   | Monaco rugby sevens   | 17                   | 17                   | Monaco rugby sevens | Monaco rugby sevens | 19                 | 19                 |                    |                    |                      |                      |                   |                   |                   |                   |  |  | Match 28 à 22 h 1 | Match 28 à 22 h 1 | Match 28 à 22 h 1 | Match 28 à 22 h 1 |
|  | Match 4 à 11 h 28     |                       |                      |                      | Monaco rugby sevens | Monaco rugby sevens | 19                 | 19                 |                    |                    |                      |                      |                   |                   |                   |                   |  |  | Match 28 à 22 h 1 | Match 28 à 22 h 1 | Match 28 à 22 h 1 | Match 28 à 22 h 1 |
|  |                       |                       | Stade français Paris | Stade français Paris | 26                  | 26                  |                    |                    |                    |                    |                      |                      |                   |                   |                   |                   |  |  | Match 28 à 22 h 1 | Match 28 à 22 h 1 | Match 28 à 22 h 1 | Match 28 à 22 h 1 |
|  | Montpellier HR        | Montpellier HR        | Stade français Paris | Stade français Paris | 26                  | 26                  | 12                 | 12                 |                    |                    |                      |                      |                   |                   |                   |                   |  |  | Match 28 à 22 h 1 | Match 28 à 22 h 1 | Match 28 à 22 h 1 | Match 28 à 22 h 1 |
|  | Montpellier HR        | Montpellier HR        | Match 15 à 16 h 15   |                      |                     |                     | 12                 | 12                 |                    |                    |                      |                      |                   |                   |                   |                   |  |  | Match 28 à 22 h 1 | Match 28 à 22 h 1 | Match 28 à 22 h 1 | Match 28 à 22 h 1 |
|  | Stade français Paris  | Stade français Paris  | 21                   | 21                   |                     |                     |                    |                    |                    |                    |                      |                      |                   |                   |                   |                   |  |  | Match 28 à 22 h 1 | Match 28 à 22 h 1 | Match 28 à 22 h 1 | Match 28 à 22 h 1 |
|  | Stade français Paris  | Stade français Paris  | 21                   | 21                   | Racing 92           | Racing 92           | 28                 | 28                 |                    |                    |                      |                      |                   |                   |                   |                   |  |  |                   |                   |                   |                   |
|  | Match 5 à 11 h 50     |                       |                      |                      | Racing 92           | Racing 92           | 28                 | 28                 |                    |                    |                      |                      |                   |                   |                   |                   |  |  |                   |                   |                   |                   |
|  |                       |                       | Section paloise      | Section paloise      | 12                  | 12                  |                    |                    |                    |                    |                      |                      |                   |                   |                   |                   |  |  |                   |                   |                   |                   |
|  | Stade toulousain      | Stade toulousain      | Section paloise      | Section paloise      | 12                  | 12                  | 24                 | 24                 |                    |                    |                      |                      |                   |                   |                   |                   |  |  |                   |                   |                   |                   |
|  | Stade toulousain      | Stade toulousain      |                      |                      |                     |                     |                    | 24                 |                    |                    |                      |                      |                   |                   |                   |                   |  |  |                   |                   |                   |                   |
|  | SU Agen               | SU Agen               | 6                    | 6                    |                     |                     |                    |                    |                    |                    |                      |                      |                   |                   |                   |                   |  |  |                   |                   |                   |                   |
|  | SU Agen               | SU Agen               | 6                    | 6                    | SU Agen             | SU Agen             | 17                 | 17                 |                    |                    |                      |                      |                   |                   |                   |                   |  |  |                   |                   |                   |                   |
|  | Match 6 à 12 h 12     |                       |                      |                      | SU Agen             | SU Agen             | 17                 | 17                 |                    |                    |                      |                      |                   |                   |                   |                   |  |  |                   |                   |                   |                   |
|  |                       |                       | Section paloise      | Section paloise      | 33                  | 33                  |                    |                    |                    |                    |                      |                      |                   |                   |                   |                   |  |  |                   |                   |                   |                   |
|  | Section paloise       | Section paloise       | Section paloise      | Section paloise      | 33                  | 33                  | 42                 | 42                 |                    |                    |                      |                      |                   |                   |                   |                   |  |  |                   |                   |                   |                   |
|  | Section paloise       | Section paloise       | Match 16 à 16 h 37   |                      |                     |                     | 42                 | 42                 |                    |                    |                      |                      |                   |                   |                   |                   |  |  |                   |                   |                   |                   |
|  | Union Bordeaux Bègles | Union Bordeaux Bègles | 7                    | 7                    |                     |                     |                    |                    |                    |                    |                      |                      |                   |                   |                   |                   |  |  |                   |                   |                   |                   |
|  | Union Bordeaux Bègles | Union Bordeaux Bègles | 7                    | 7                    | Section paloise     | Section paloise     | 22                 | 22                 |                    |                    |                      |                      |                   |                   |                   |                   |  |  |                   |                   |                   |                   |
|  | Match 7 à 12 h 34     |                       |                      |                      | Section paloise     | Section paloise     | 22                 | 22                 |                    |                    |                      |                      |                   |                   |                   |                   |  |  |                   |                   |                   |                   |
|  |                       |                       | RC Toulon            | RC Toulon            | 21                  | 21                  |                    |                    |                    |                    |                      |                      |                   |                   |                   |                   |  |  |                   |                   |                   |                   |
|  | Castres olympique     | Castres olympique     | RC Toulon            | RC Toulon            | 21                  | 21                  | 12                 | 12                 |                    |                    |                      |                      |                   |                   |                   |                   |  |  |                   |                   |                   |                   |
|  | Castres olympique     | Castres olympique     |                      |                      |                     |                     |                    | 12                 |                    |                    |                      |                      |                   |                   |                   |                   |  |  |                   |                   |                   |                   |
|  | RC Toulon             | RC Toulon             | 19                   | 19                   |                     |                     |                    |                    |                    |                    |                      |                      |                   |                   |                   |                   |  |  |                   |                   |                   |                   |
|  | RC Toulon             | RC Toulon             | 19                   | 19                   | RC Toulon           | RC Toulon           | 31                 | 31                 | Troisième place    | Troisième place    | Troisième place      | Troisième place      |                   |                   |                   |                   |  |  |                   |                   |                   |                   |
|  | Match 8 à 12 h 56     |                       |                      |                      | RC Toulon           | RC Toulon           | 31                 | 31                 | Troisième place    | Troisième place    | Troisième place      | Troisième place      |                   |                   |                   |                   |  |  |                   |                   |                   |                   |
|  |                       |                       | Stade rochelais      | Stade rochelais      | 14                  | 14                  |                    |                    | Match 27 à 21 h 34 | Match 27 à 21 h 34 | Match 27 à 21 h 34   | Match 27 à 21 h 34   |                   |                   |                   |                   |  |  |                   |                   |                   |                   |
|  | Stade rochelais       | Stade rochelais       | Stade rochelais      | Stade rochelais      | 14                  | 14                  | 35                 | 35                 | Match 27 à 21 h 34 | Match 27 à 21 h 34 | Match 27 à 21 h 34   | Match 27 à 21 h 34   |                   |                   |                   |                   |  |  |                   |                   |                   |                   |
|  | Stade rochelais       | Stade rochelais       |                      |                      |                     |                     |                    | 35                 |                    |                    | Stade français Paris | Stade français Paris | 19                | 19                |                   |                   |  |  |                   |                   |                   |                   |
|  | Aviron bayonnais      | Aviron bayonnais      | 14                   | 14                   |                     |                     |                    |                    |                    |                    | Stade français Paris | Stade français Paris | 19                | 19                |                   |                   |  |  |                   |                   |                   |                   |
|  | Aviron bayonnais      | Aviron bayonnais      | 14                   | 14                   | RC Toulon           | RC Toulon           | 33                 | 33                 |                    |                    |                      |                      |                   |                   |                   |                   |  |  |                   |                   |                   |                   |
|  |                       |                       |                      |                      |                     |                     |                    |                    |                    |                    |                      |                      |                   |                   |                   |                   |  |  |                   |                   |                   |                   |

### Matchs de classement

#### Challenge5eplace
|  | Matchs de classement | Matchs de classement | Matchs de classement | Matchs de classement |                     |                     | 5e place          | 5e place          | 5e place          | 5e place          |
|  |                      |                      |                      |                      |                     |                     |                   |                   |                   |                   |
|  | Match 19 à 18 h 18   | Match 19 à 18 h 18   | Match 19 à 18 h 18   | Match 19 à 18 h 18   |                     |                     | Match 26 à 21 h 7 | Match 26 à 21 h 7 | Match 26 à 21 h 7 | Match 26 à 21 h 7 |
|  | Barbarians français  | Barbarians français  | 33                   | 33                   |                     |                     | Match 26 à 21 h 7 | Match 26 à 21 h 7 | Match 26 à 21 h 7 | Match 26 à 21 h 7 |
|  | Barbarians français  | Barbarians français  | 33                   | 33                   |                     |                     | Match 26 à 21 h 7 | Match 26 à 21 h 7 | Match 26 à 21 h 7 | Match 26 à 21 h 7 |
|  | Monaco rugby sevens  | Monaco rugby sevens  | 28                   | 28                   |                     |                     | Match 26 à 21 h 7 | Match 26 à 21 h 7 | Match 26 à 21 h 7 | Match 26 à 21 h 7 |
|  | Monaco rugby sevens  | Monaco rugby sevens  | 28                   | 28                   | Barbarians français | Barbarians français | 19                | 19                |                   |                   |
|  | Match 20 à 18 h 40   |                      |                      |                      | Barbarians français | Barbarians français | 19                | 19                |                   |                   |
|  |                      |                      | Stade rochelais      | Stade rochelais      | 5                   | 5                   |                   |                   |                   |                   |
|  | SU Agen              | SU Agen              | Stade rochelais      | Stade rochelais      | 5                   | 5                   | 19                | 19                |                   |                   |
|  | SU Agen              | SU Agen              |                      |                      |                     |                     |                   | 19                |                   |                   |
|  | Stade rochelais      | Stade rochelais      | 21                   | 21                   |                     |                     |                   |                   |                   |                   |
|  | Stade rochelais      | Stade rochelais      | 21                   | 21                   | 7e place            |                     |                   |                   |                   |                   |
|  |                      |                      |                      |                      |                     |                     |                   |                   |                   |                   |
|  | Match 25 à 20 h 45   |                      |                      |                      |                     |                     |                   |                   |                   |                   |
|  | Monaco rugby sevens  | Monaco rugby sevens  | 38                   | 38                   |                     |                     |                   |                   |                   |                   |
|  | Monaco rugby sevens  | Monaco rugby sevens  | 38                   | 38                   |                     |                     |                   |                   |                   |                   |
|  | SU Agen              | SU Agen              | 18                   | 18                   |                     |                     |                   |                   |                   |                   |
|  | SU Agen              | SU Agen              | 18                   | 18                   |                     |                     |                   |                   |                   |                   |

#### Tableau secondaire
Les équipes éliminées en huitièmes de finale du tableau principal disputent le tableau secondaire.
|  | Matchs de classement  | Matchs de classement  | Matchs de classement | Matchs de classement |                       |                       | 9e/10e place       | 9e/10e place       | 9e/10e place       | 9e/10e place       |
|  |                       |                       |                      |                      |                       |                       |                    |                    |                    |                    |
|  | Match 9 à 13 h 53     | Match 9 à 13 h 53     | Match 9 à 13 h 53    | Match 9 à 13 h 53    |                       |                       | Match 23 à 19 h 46 | Match 23 à 19 h 46 | Match 23 à 19 h 46 | Match 23 à 19 h 46 |
|  | ASM Clermont Auvergne | ASM Clermont Auvergne | 31                   | 31                   |                       |                       | Match 23 à 19 h 46 | Match 23 à 19 h 46 | Match 23 à 19 h 46 | Match 23 à 19 h 46 |
|  | ASM Clermont Auvergne | ASM Clermont Auvergne | 31                   | 31                   |                       |                       | Match 23 à 19 h 46 | Match 23 à 19 h 46 | Match 23 à 19 h 46 | Match 23 à 19 h 46 |
|  | Lyon OU               | Lyon OU               | 26                   | 26                   |                       |                       | Match 23 à 19 h 46 | Match 23 à 19 h 46 | Match 23 à 19 h 46 | Match 23 à 19 h 46 |
|  | Lyon OU               | Lyon OU               | 26                   | 26                   | ASM Clermont Auvergne | ASM Clermont Auvergne | 19                 | 19                 |                    |                    |
|  | Match 10 à 14 h 15    |                       |                      |                      | ASM Clermont Auvergne | ASM Clermont Auvergne | 19                 | 19                 |                    |                    |
|  |                       |                       | Montpellier HR       | Montpellier HR       | 33                    | 33                    |                    |                    |                    |                    |
|  | CA Brive              | CA Brive              | Montpellier HR       | Montpellier HR       | 33                    | 33                    | 19                 | 19                 |                    |                    |
|  | CA Brive              | CA Brive              |                      |                      |                       |                       |                    | 19                 |                    |                    |
|  | Montpellier HR        | Montpellier HR        | 29                   | 29                   |                       |                       |                    |                    |                    |                    |
|  | Montpellier HR        | Montpellier HR        | 29                   | 29                   | 13e/14e place         |                       |                    |                    |                    |                    |
|  |                       |                       |                      |                      |                       |                       |                    |                    |                    |                    |
|  | Match 17 à 17 h 34    |                       |                      |                      |                       |                       |                    |                    |                    |                    |
|  | Lyon OU               | Lyon OU               | 24                   | 24                   |                       |                       |                    |                    |                    |                    |
|  | Lyon OU               | Lyon OU               | 24                   | 24                   |                       |                       |                    |                    |                    |                    |
|  | CA Brive              | CA Brive              | 21                   | 21                   |                       |                       |                    |                    |                    |                    |
|  | CA Brive              | CA Brive              | 21                   | 21                   |                       |                       |                    |                    |                    |                    |

|  | Matchs de classement  | Matchs de classement  | Matchs de classement | Matchs de classement |                       |                       | 9e/10e place      | 9e/10e place      | 9e/10e place      | 9e/10e place      |
|  |                       |                       |                      |                      |                       |                       |                   |                   |                   |                   |
|  | Match 11 à 14 h 37    | Match 11 à 14 h 37    | Match 11 à 14 h 37   | Match 11 à 14 h 37   |                       |                       | Match 24 à 20 h 8 | Match 24 à 20 h 8 | Match 24 à 20 h 8 | Match 24 à 20 h 8 |
|  | Stade toulousain      | Stade toulousain      | 12                   | 12                   |                       |                       | Match 24 à 20 h 8 | Match 24 à 20 h 8 | Match 24 à 20 h 8 | Match 24 à 20 h 8 |
|  | Stade toulousain      | Stade toulousain      | 12                   | 12                   |                       |                       | Match 24 à 20 h 8 | Match 24 à 20 h 8 | Match 24 à 20 h 8 | Match 24 à 20 h 8 |
|  | Union Bordeaux Bègles | Union Bordeaux Bègles | 24                   | 24                   |                       |                       | Match 24 à 20 h 8 | Match 24 à 20 h 8 | Match 24 à 20 h 8 | Match 24 à 20 h 8 |
|  | Union Bordeaux Bègles | Union Bordeaux Bègles | 24                   | 24                   | Union Bordeaux Bègles | Union Bordeaux Bègles | 29                | 29                |                   |                   |
|  | Match 12 à 14 h 59    |                       |                      |                      | Union Bordeaux Bègles | Union Bordeaux Bègles | 29                | 29                |                   |                   |
|  |                       |                       | Castres olympique    | Castres olympique    | 12                    | 12                    |                   |                   |                   |                   |
|  | Castres olympique     | Castres olympique     | Castres olympique    | Castres olympique    | 12                    | 12                    | 17                | 17                |                   |                   |
|  | Castres olympique     | Castres olympique     |                      |                      |                       |                       |                   | 17                |                   |                   |
|  | Aviron bayonnais      | Aviron bayonnais      | 14                   | 14                   |                       |                       |                   |                   |                   |                   |
|  | Aviron bayonnais      | Aviron bayonnais      | 14                   | 14                   | 13e/14e place         |                       |                   |                   |                   |                   |
|  |                       |                       |                      |                      |                       |                       |                   |                   |                   |                   |
|  | Match 18 à 17 h 56    |                       |                      |                      |                       |                       |                   |                   |                   |                   |
|  | Stade toulousain      | Stade toulousain      | 56                   | 56                   |                       |                       |                   |                   |                   |                   |
|  | Stade toulousain      | Stade toulousain      | 56                   | 56                   |                       |                       |                   |                   |                   |                   |
|  | Aviron bayonnais      | Aviron bayonnais      | 10                   | 10                   |                       |                       |                   |                   |                   |                   |
|  | Aviron bayonnais      | Aviron bayonnais      | 10                   | 10                   |                       |                       |                   |                   |                   |                   |

## Bilan
La LNR classe les équipes participantes en fonction de leur progression dans la compétition et de la différence de points marqués et encaissés sur le dernier match de classement pour les équipes reversées dans le tableau secondaire. 
Ce tableau regroupe le classement final de la compétition ainsi que des données relatives aux performances collectives des équipes engagées.
| Place              | Equipe                | Matches | Victoires | Défaites | PM  | PE  | Diff | EM | EE | Progression |
| ------------------ | --------------------- | ------- | --------- | -------- | --- | --- | ---- | -- | -- | ----------- |
| Médaille d'or      | Racing 92             | 4       | 4         | 0        | 92  | 31  | 61   | 14 | 5  | Vainqueur   |
| Médaille d'argent  | Section paloise       | 4       | 3         | 1        | 109 | 73  | 36   | 16 | 11 | Finale      |
| Médaille de bronze | RC Toulon             | 4       | 3         | 1        | 104 | 67  | 37   | 16 | 10 | 3e          |
| 4                  | Stade français Paris  | 4       | 2         | 2        | 80  | 83  | -3   | 12 | 13 | 4e          |
| 5                  | Barbarians français   | 4       | 3         | 1        | 92  | 80  | 12   | 14 | 12 | 5e          |
| 6                  | Stade rochelais       | 4       | 2         | 2        | 75  | 83  | -8   | 11 | 13 | 6e          |
| 7                  | Monaco rugby sevens   | 4       | 2         | 2        | 102 | 89  | 13   | 15 | 14 | 7e          |
| 8                  | SU Agen               | 4       | 1         | 3        | 80  | 116 | -36  | 13 | 17 | 8e          |
| 9                  | Montpellier HR        | 3       | 2         | 1        | 74  | 59  | 15   | 11 | 9  | 9e/10e      |
| 10                 | Union Bordeaux Bègles | 3       | 2         | 1        | 60  | 66  | -6   | 10 | 10 | 9e/10e      |
| 11                 | ASM Clermont Auvergne | 3       | 1         | 2        | 78  | 94  | -16  | 12 | 13 | 11e/12e     |
| 12                 | Castres olympique     | 3       | 1         | 2        | 41  | 62  | -21  | 7  | 10 | 11e/12e     |
| 13                 | Stade toulousain      | 3       | 1         | 2        | 92  | 60  | 32   | 14 | 10 | 13e/14e     |
| 14                 | Lyon OU               | 3       | 1         | 2        | 50  | 78  | -28  | 8  | 12 | 13e/14e     |
| 15                 | CA Brive              | 3       | 0         | 3        | 52  | 70  | -18  | 8  | 12 | 15e/16e     |
| 16                 | Aviron bayonnais      | 3       | 0         | 3        | 38  | 108 | -70  | 6  | 16 | 15e/16e     |